# Klüserbachtal und Schwarzbachtal
Das Naturschutzgebiet Klüserbachtal und Schwarzbachtal liegt im Gebiet der Stadt Monschau, westlich von Kalterherberg. Der Schwarzbach ist ebenso wie der in ihn mündende Klüserbach bei Ruitshof ein Grenzbach zu Belgien. 

## Schutzzweck
Geschützt werden sollen die Lebensräume für vieler nach der Roten Liste gefährdeten Pflanzen, Pilze und Tiere in NRW.
Die Ziele sind die Erhaltung und die Entwicklung folgender natürlicher Lebensräume gemäß Anhang I der FFH-Richtlinie:
- Trockene Heidegebiete

Das Gebiet hat eine besondere Bedeutung für folgende Pflanzen und Tiere:
- Eisvogel
- Schwarzspecht
- Grauspecht
- Gelbe Narzisse
- Beinbrech
- Groppe

Diese zu schützenden Biotoptypen sind in diesem Gebiet anzutreffen: Nass- und Feuchtgrünland, natürliche und naturnahe Gewässer, naturnahe und unverbaute Bachabschnitte,  Magerwiesen, Moore, Sümpfe, Bruch- und Sumpfwälder, Zwergstrauch-, Ginster-, Wacholderheide.